# Christoph Gawlik
Christoph Gawlik (* 10. August 1987 in Deggendorf) ist ein ehemaliger deutscher Eishockeyspieler, der mit den Eisbären Berlin und dem ERC Ingolstadt dreimal die deutsche Meisterschaft gewonnen hat.

## Karriere

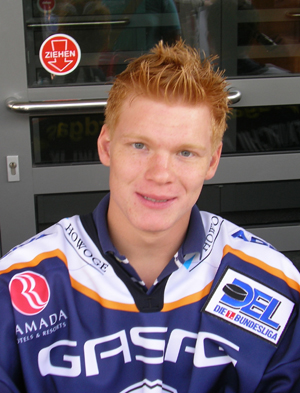
Christoph Gawlik (2007)

Christoph Gawlik stammt aus dem Nachwuchsbereich des Deggendorfer EC. Im Sommer 2002 wechselte er zu den Junioren der Adler Mannheim. Für die Jungadler Mannheim lief er in der Saison 2002/03 in der Deutschen Nachwuchsliga auf. In der folgenden Spielzeit gehörte der Flügelstürmer ebenfalls zum DNL-Kader der Mannheimer, erhielt aber auch erste Einsätze in deren DEL-Mannschaft. 2004 wechselte der Linksschütze zu den Eisbären Berlin, wo er in der ersten Spielzeit in der DEL sowie in den Nachwuchsmannschaften in DNL und Oberliga zum Einsatz kam. Die Saison 2005/06 stand der Angreifer fast komplett in der DEL auf dem Eis und kam auch in der Endrunde zum Einsatz, wo er zum ersten Mal mit den Berlinern die deutsche Meisterschaft gewinnen konnte.
Nachdem er mit den Eisbären 2008, jedoch aufgrund einer Verletzung vor den Play-offs nur als Zuschauer, seine zweite Meisterschaft gewonnen hatte, unterschrieb Christoph Gawlik zur Saison 2008/09 einen Vertrag beim Ligakonkurrenten Frankfurt Lions.
Von 2010 bis 2015 spielte Gawlik beim ERC Ingolstadt und gewann mit den Panthern 2014 den deutschen Meistertitel, wobei er im entscheidenden Spiel beim 2:0 gegen die Kölner Haie das vorentscheidende 1:0 erzielte. Nachdem er in der Saison 2014/15 mit dem ERC Ingolstadt Vizemeister wurde, wechselte er zur Düsseldorfer EG.
Im ersten Testspiel für seinen neuen Verein erlitt er einen Kreuzbandriss und konnte daraufhin in der Saison 2015/16 kein Spiel absolvieren. Auch in der kommenden Saison verletzte er sich nach 3 Spielen erneut (Muskelfaserriss), woraufhin ihn die Verantwortlichen der DEG keine weiteren Einsatzzeiten in der Spielzeit garantieren konnten und man den noch laufenden Vertrag in beidseitigem Einvernehmen im Januar 2017 auflöste. Daraufhin wurde der Stürmer von den Löwen Frankfurt aus der DEL2 für den Rest der Saison 2016/17 verpflichtet. Für den Vorgängerverein der Löwen, die Frankfurt Lions, hatte Gawlik schon von 2008 bis zu deren Insolvenz 2010 in der DEL gespielt und in der Saison 2009/2010 war er mit 48 Punkten in 51 Spielen der drittbeste Scorer des Vereins. In Frankfurt kam er in der restlichen Spielzeit 2017 noch auf 32 Spieleinsätze und konnte in diesen mit 10 Toren und 18 Torvorlagen zum Meisterschaftsgewinn des hessischen Vereins beitragen und war dabei auch wieder im entscheidenden Spiel gegen die Bietigheim Steelers erfolgreich.
Trotz seiner vielen Verletzungen, bemühte sich der 30-Jährige zur Saison 2017/18 wieder um ein Engagement in der DEL und wurde, nach Testeinsätzen in der Vorbereitung der Straubing Tigers, kurz vor Saisonstart von den Krefeld Pinguinen verpflichtet. 2018 schloss er sich dem Deggendorfer SC an.

### International
Nachdem er alle Jugend-Nationalmannschaften durchlaufen hatte, stand Gawlik im DEB-Auswahl-Kader der U18-Junioren-Weltmeisterschaft 2004 und bestritt zudem die Junioren-Weltmeisterschaft 2006, bei der er zu den besten Spielern des Turniers gehörte. Für die A-Nationalmannschaft nahm der Stürmer an der Division-I-Weltmeisterschaft 2006 teil, wo er mit dem Team den Aufstieg schaffte.

## Erfolge und Auszeichnungen
- 2006 Deutscher Meister mit den Eisbären Berlin
- 2008 Deutscher Meister mit den Eisbären Berlin
- 2014 Deutscher Meister mit dem ERC Ingolstadt
- 2017 DEL2-Meister mit den Löwen Frankfurt

## Karrierestatistik
(Legende zur Spielerstatistik: Sp oder GP = absolvierte Spiele; T oder G = erzielte Tore; V oder A = erzielte Assists; Pkt oder Pts = erzielte Scorerpunkte; SM oder PIM = erhaltene Strafminuten; +/− = Plus/Minus-Bilanz; PP = erzielte Überzahltore; SH = erzielte Unterzahltore; GW = erzielte Siegtore; 1 Play-downs/Relegation; Kursiv: Statistik nicht vollständig)